# Skriet
Skriet är ett expressionistiskt motiv som Edvard Munch under åren 1893–1910 framställde i fyra målningar och en litografi. På norska kallas verket av konstnären för Skrik; detta namn användes även tidigare på svenska.

## Motiv
Flera Munch-målningar har olika sinnestillstånd som motiv, ofta obalanserade och på gränsen till det patologiska. Om upplevelsen som återges i Skriet skrev Munch
(översatt från norska):
| ” | Jag gick längs vägen med två vänner – solen gick ner – Jag fick en flyktig känsla av vemod – himlen blev plötsligt blodröd – Jag stannade, lutade mig dödstrött mot räcket – såg ut över de flammande molnen som blod och svärd över den blåsvarta fjorden och staden – Mina vänner gick vidare – jag stod där skälvande av ångest – och kände ett stort oändligt skrik genom naturen. | „ |

Den förtvivlan och fasa som upplevs av gestalten i förgrunden kan förnimmas i landskapet och himmelen, vilka våndas i förtvivlade strimmor av godtyckliga färger – rött, gult och grönt – som om skriet utvidgas i vågor av oresonlig rädsla. 
Innan Munch skapade den första versionen av Skriet, utnyttjade han sin skräckupplevelse direkt i ett liknande motiv kallat Förtvivlan. Detta finns i flera versioner, den äldsta från 1892. På Thielska galleriet i Stockholm finns en version från 1893. Grundkompositionen är densamma som i Skriet, men textens "jag" har här den plats i förgrunden som Munch senare gav till den skrikande kvinnan.
I ett tredje motiv med samma bakgrund, kallat Ångest från 1894 stirrar en samling uttryckslösa ansikten på den ångestfyllde betraktaren. Stämningen liknar den i Munchs målning Aften på Karl Johan  (1892) men är här satt samman med den solnedgångsupplevelsen från "Förtvivlan" och "Skriet".

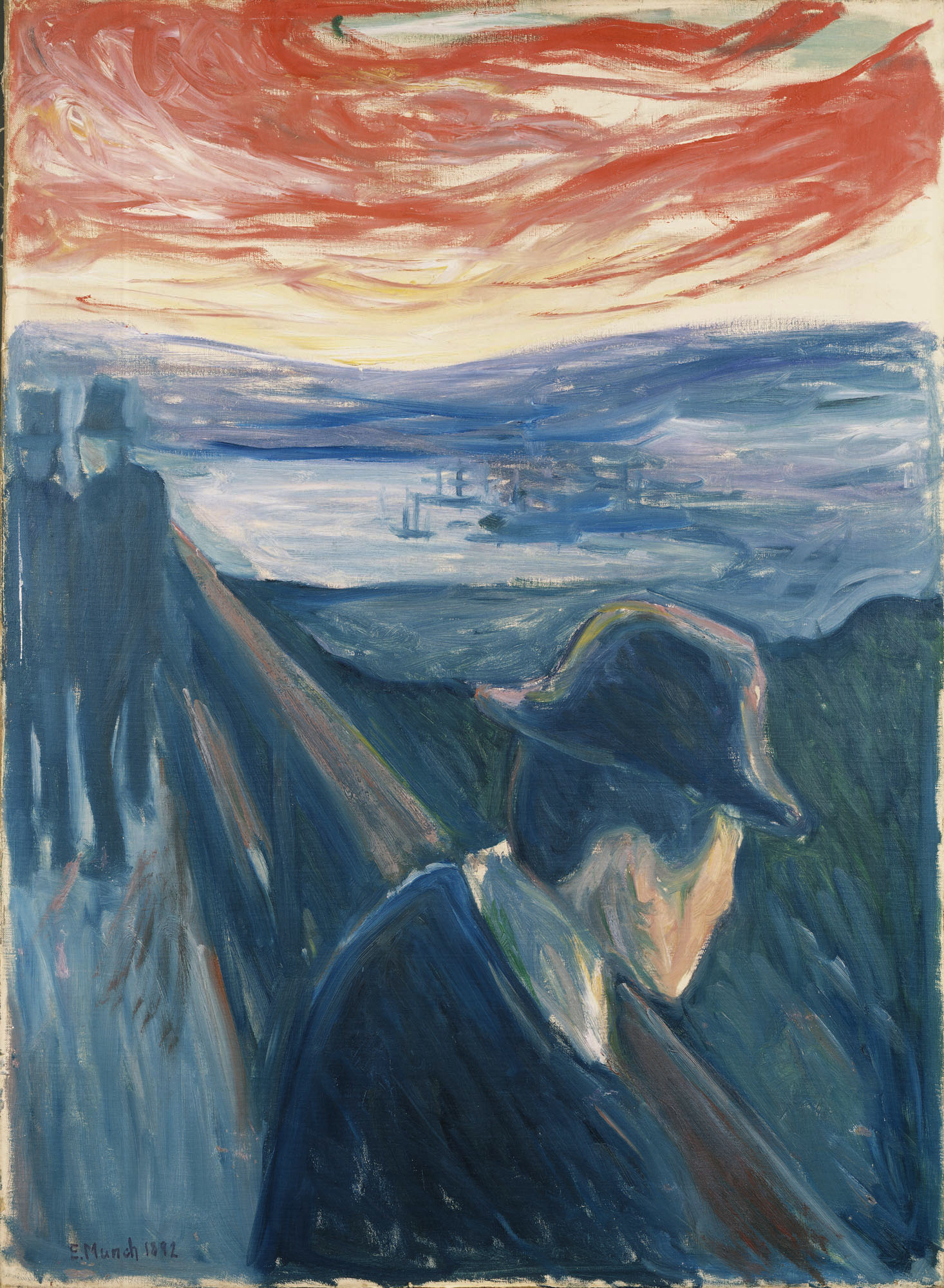
Förtvivlan, oljemålning på duk  1893,  (92 x 67 cm), Thielska galleriet, Stockholm.
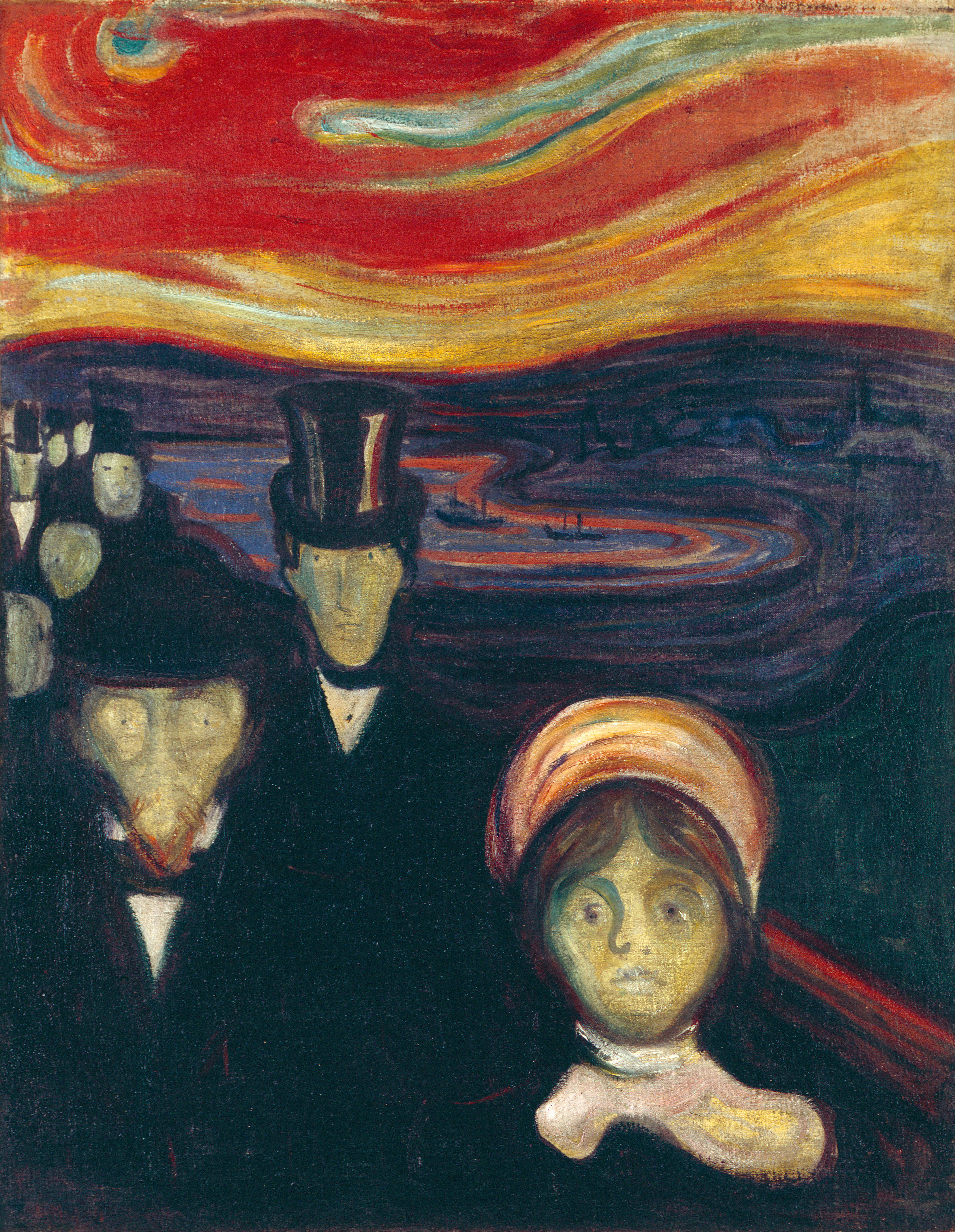
Ångest, oljemålning på duk 1894 (94 x 74 cm), Munchmuseet, Oslo.

Röda solnedgångseffekter av det slag Munch beskriver, orsakas av vulkaniskt stoft i de högre luftlagen, i detta fall från Krakataus utbrott 1883. Munchs skräckfyllda solnedgångsupplevelse skulle i så fall ha inträffat 1883 eller 1884, det vill säga 8–9 år innan han beskrev den ochutnyttjade den i sin konst. 
Det landskap med en fjord med två skepp som syns i bakgrunden är Oslo, och Oslofjorden sedda från norra sidan av Ekeberg öster om stadens centrum. Den exakta platsen har varit föremål för diskussion men kan inte bestämmas. Motivet är inte målat efter naturen utan är en minnebild, och uppvuxen vegetation har ändrat landskapet i området.

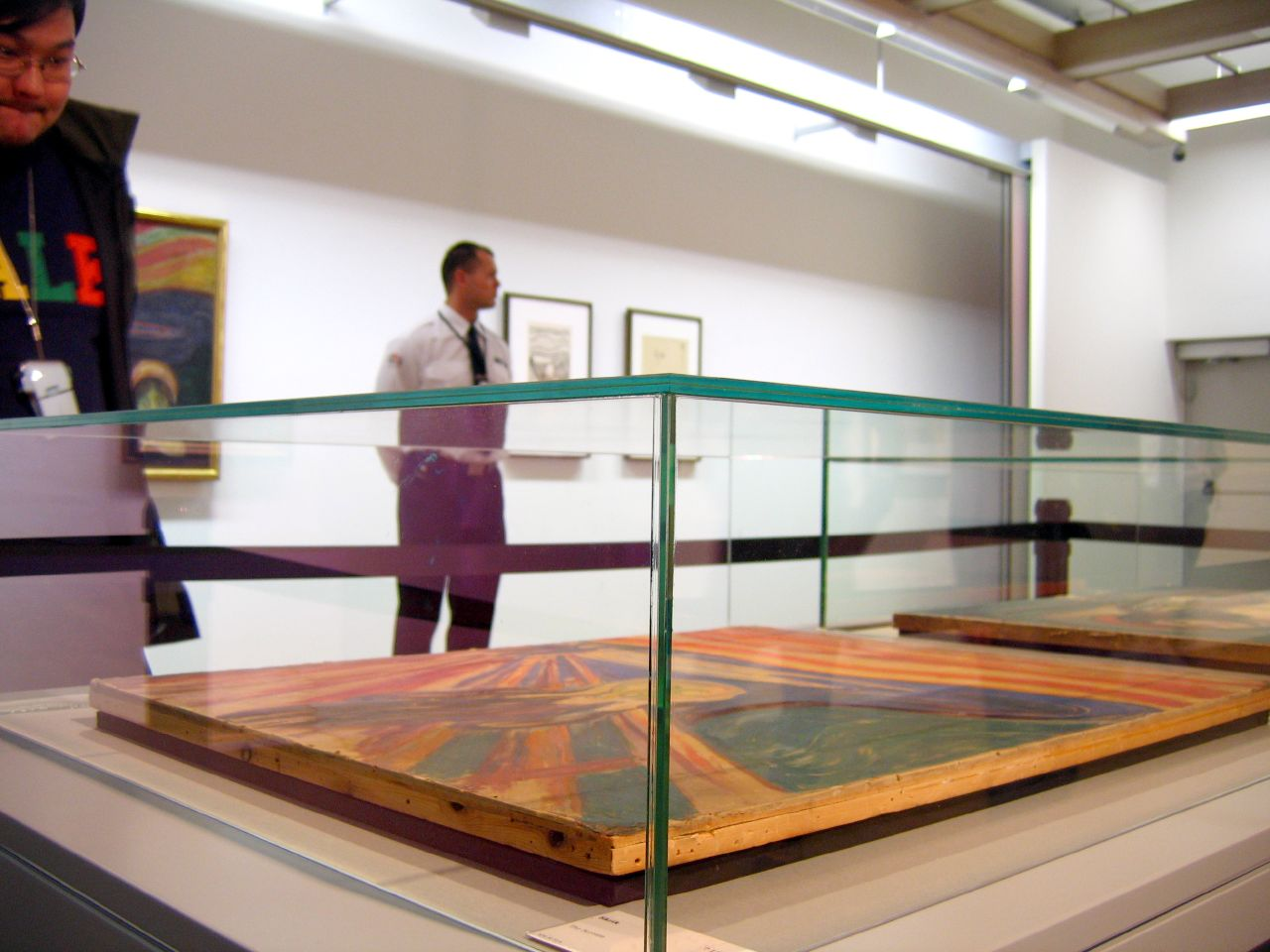
Vakthållning vid Skriet på Munch-museet i Oslo 2006 efter det att den blivit stulen två år tidigare

## Versioner och historia
Edvard Munch gjorde fyra versioner av denna målning samt en litografi. 

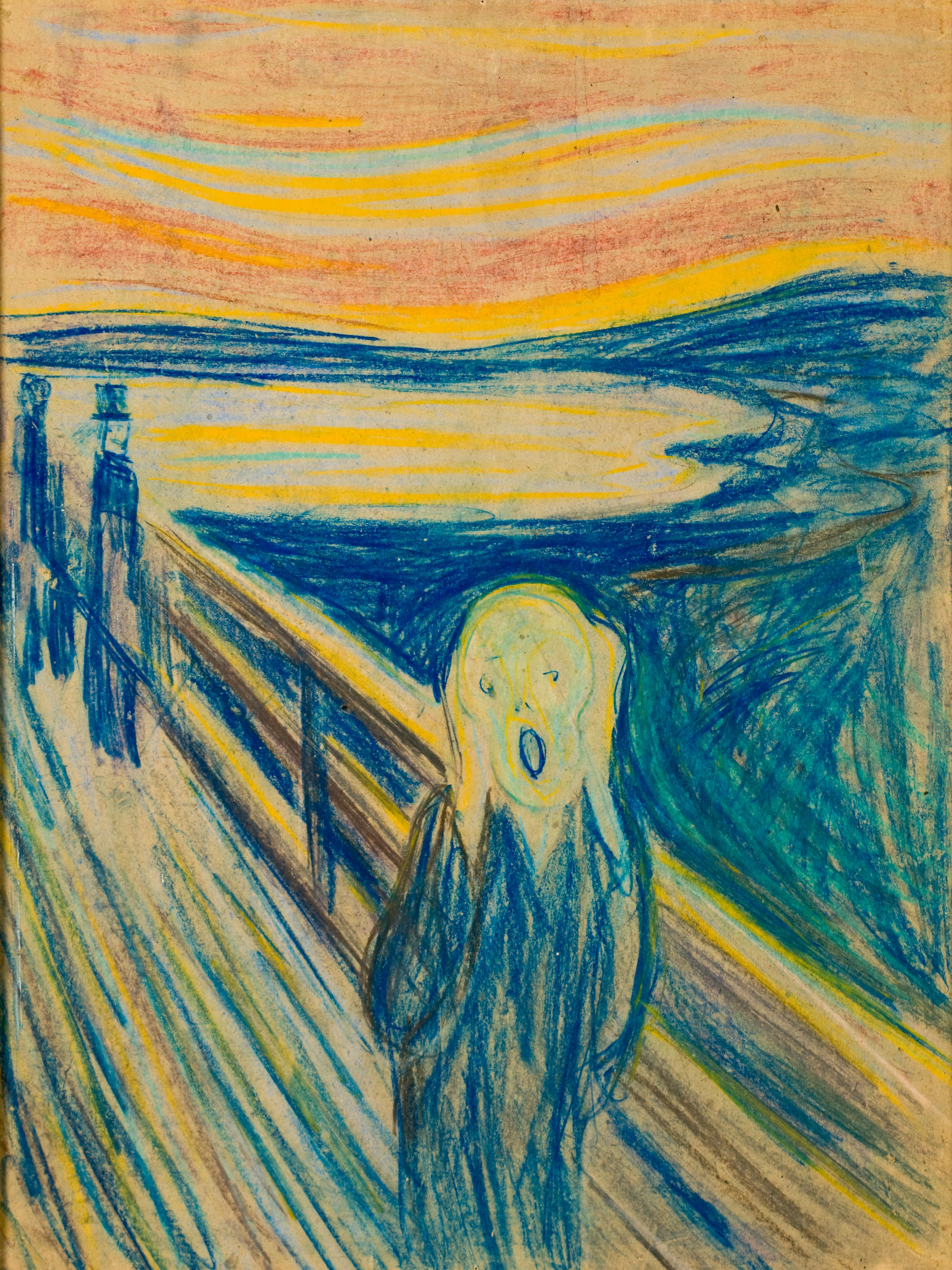
Osignerad skiss i pastell från 1893 (74 × 56 cm), Munchmuseet i Oslo.
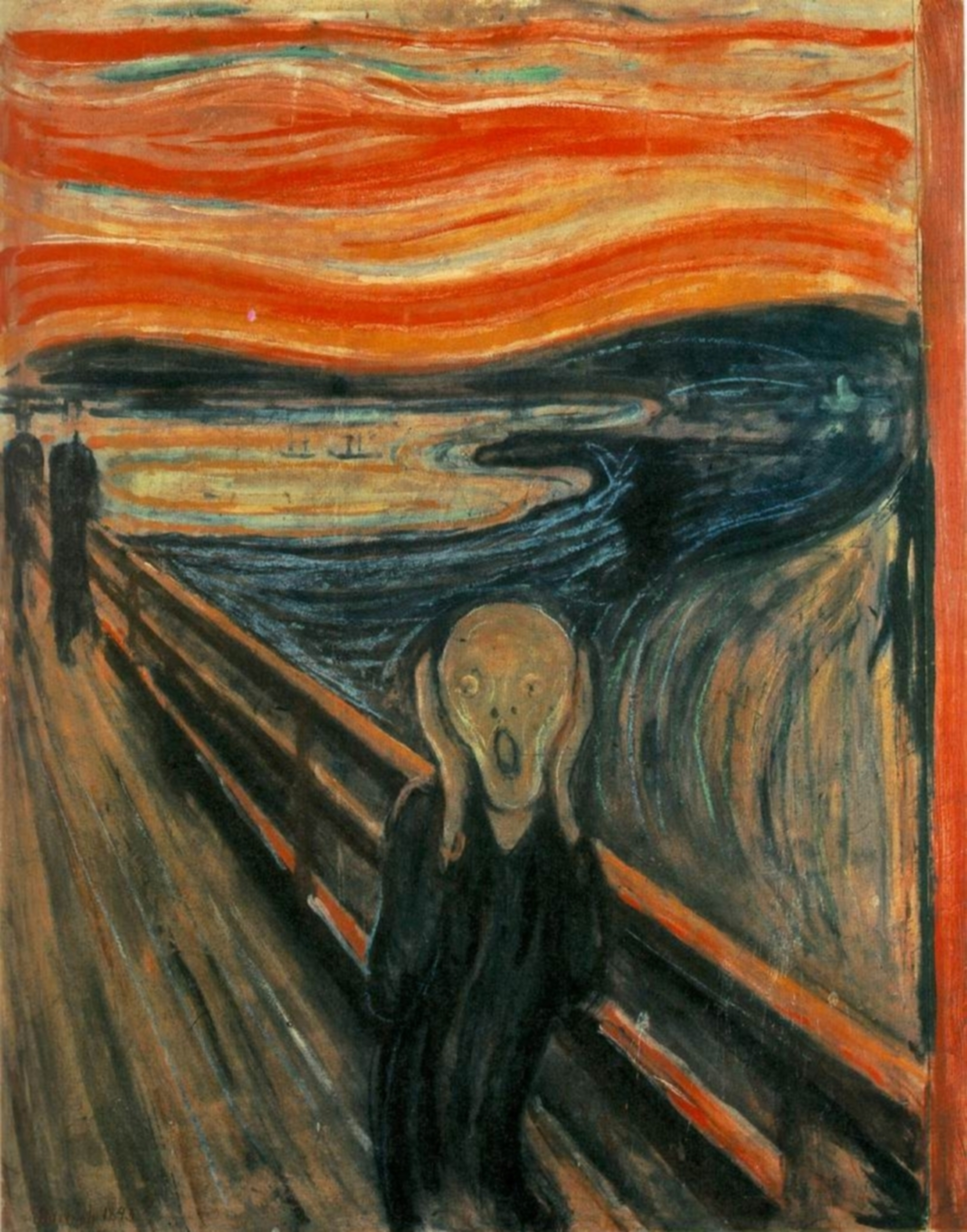
Olja, tempera och pastell på papp från 1893 (91 × 73,5 cm), finns i Nasjonalmuseet i Oslo.
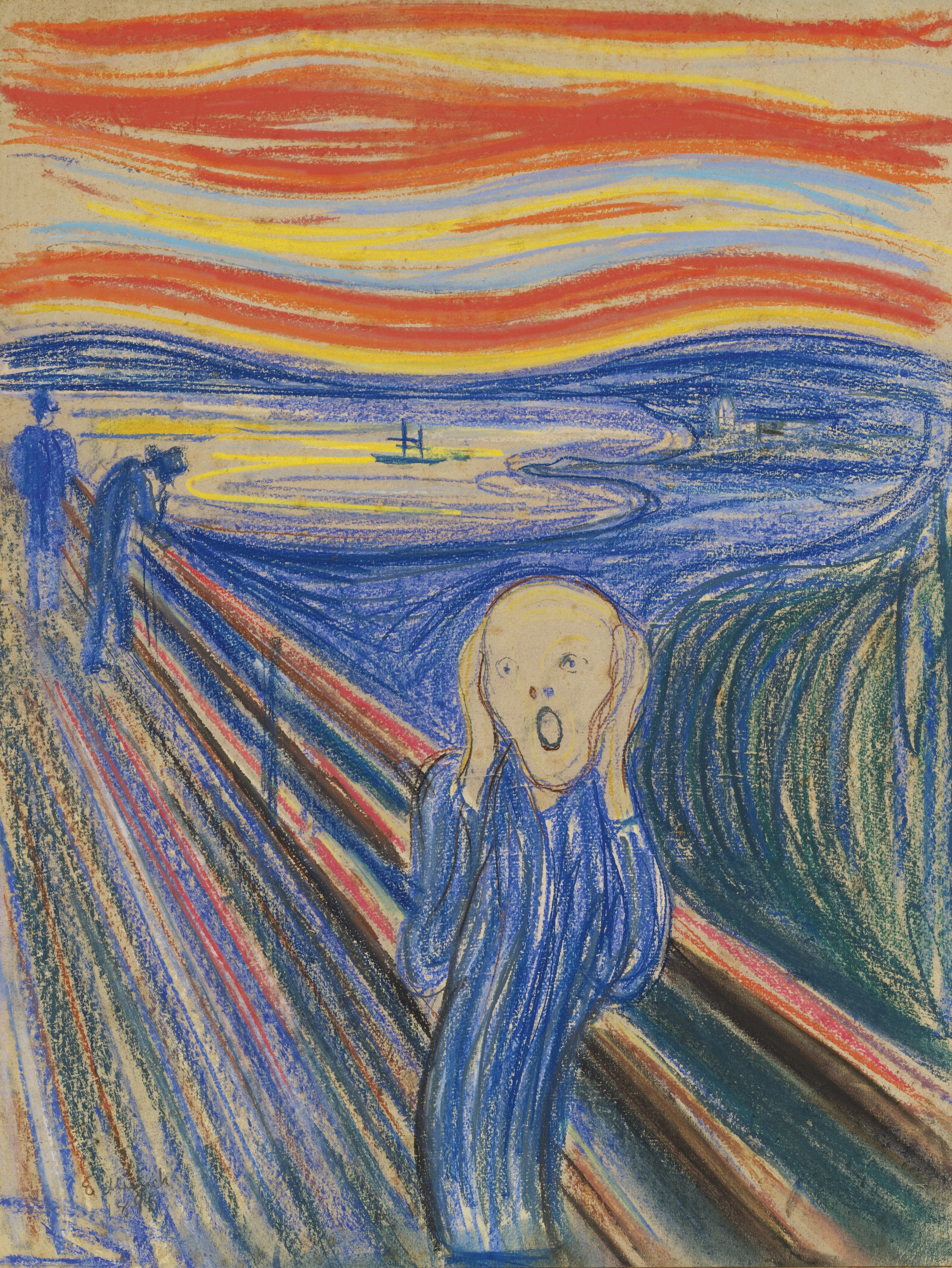
Pastell från 1895 (79 × 59 cm), privat ägo.
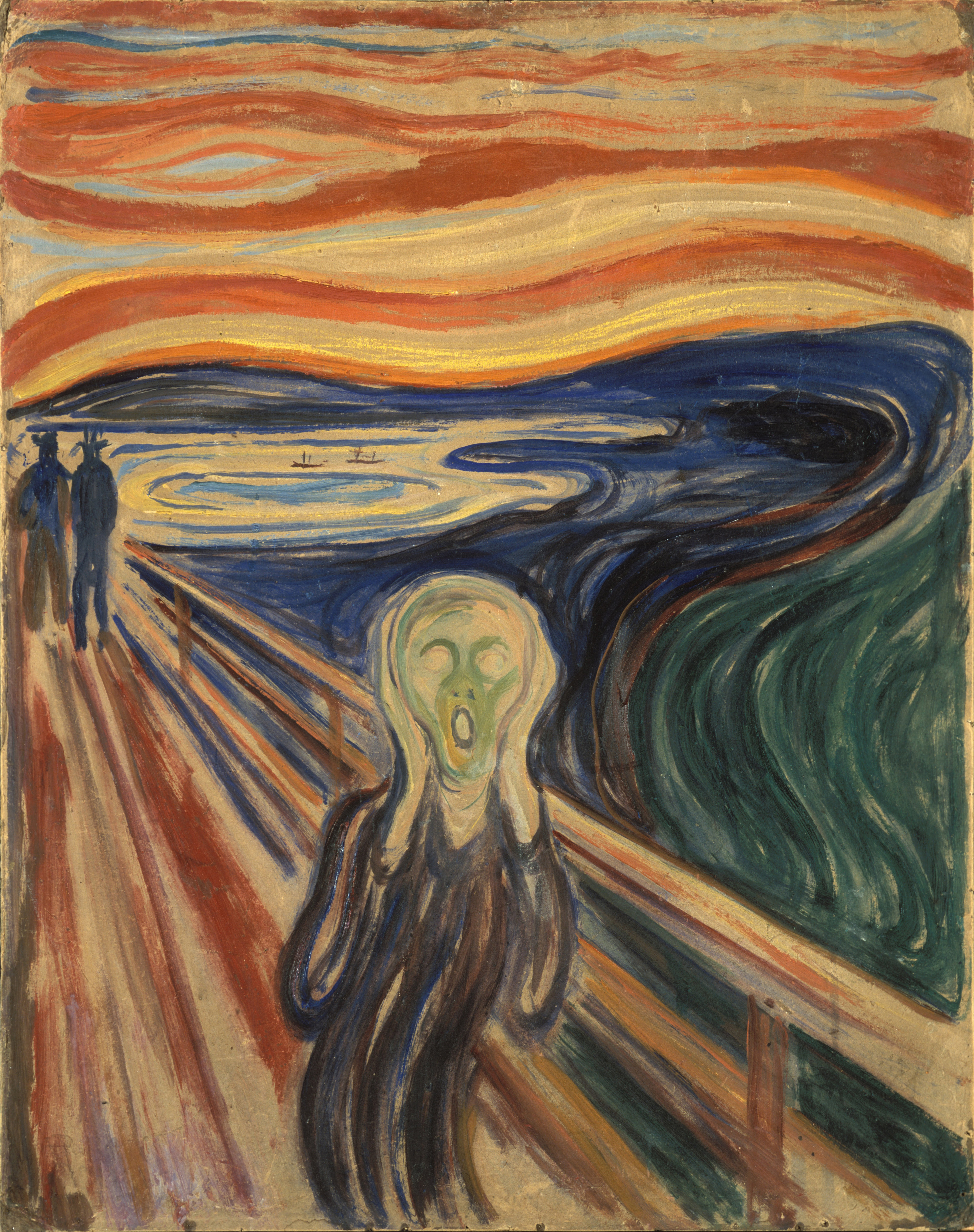
Tempera på pannå från 1910 (83,5 × 66 cm), Munchmuseet i Oslo.
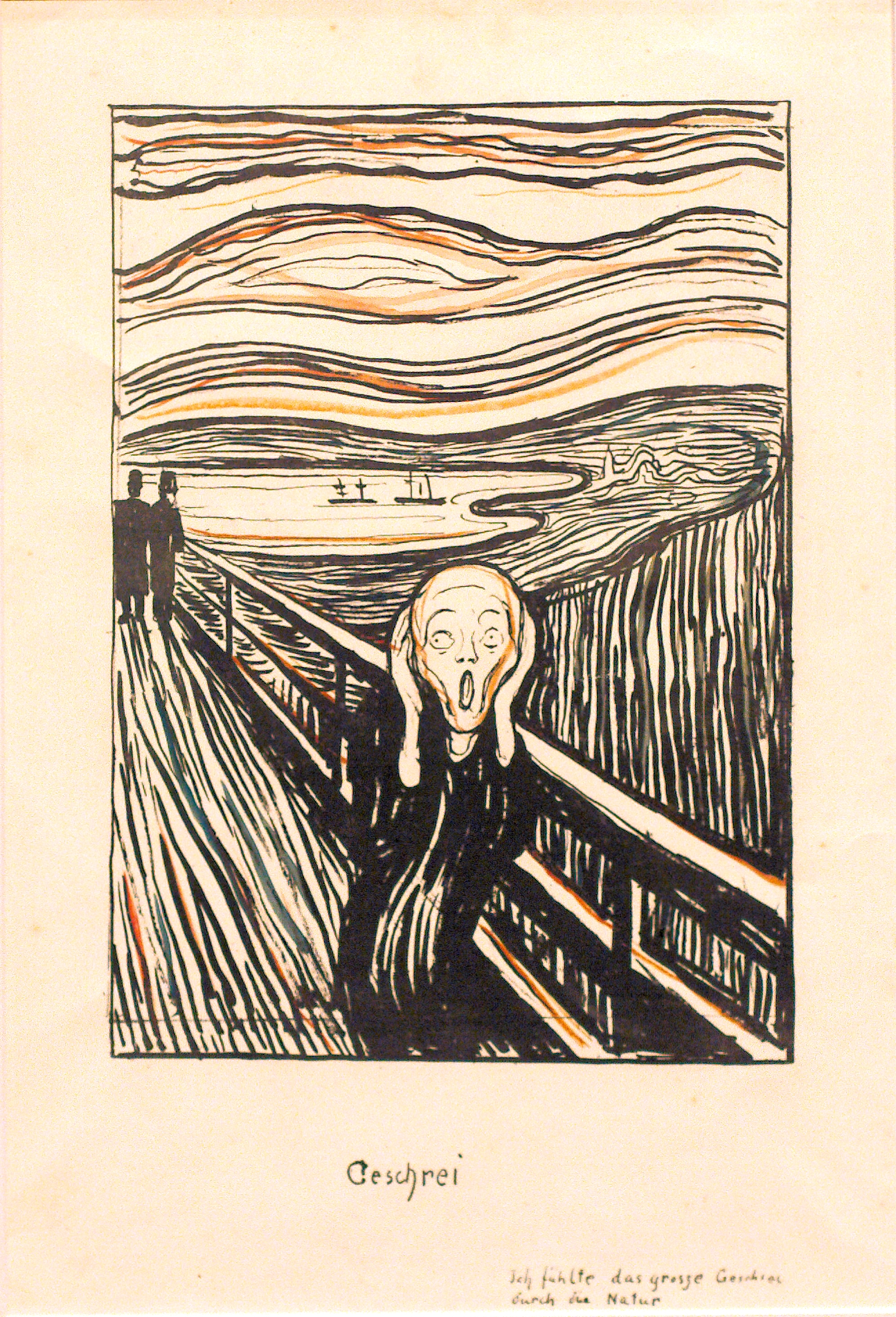
Litografi från 1895 (49,4 × 37,3 cm).

- En osignerad skiss i pastell från 1893 (74 × 56 cm), Munchmuseet i Oslo.
- En version i olja, tempera och pastell på pannå från 1893 (91 × 73,5 cm), finns på Nasjonalmuseet i Oslo.
- En version i pastell från 1895 (79 × 59 cm), i privat ägo. Tidigare ägd av Thomas Olsen och Henriette Olsen samt av Petter Olsen.
- En litografi från 1895 (49,4 × 37,3 cm). Förvarad i Munchmuseet i Oslo.[5]
- En version i tempera på pannå från 1910 (83,5 × 66 centimeter), hänger på Munchmuseet i Oslo, en digital kopia förvaras på Arctic World Archive.

Den 12 februari 1994 stals den version som tillhör Nasjonalmuseet. Efter att betalning av lösensumma hade avvisats, återbördades tavlan i maj samma år efter en insats av norsk polis i samarbete med brittisk polis och Getty-museet (i Los Angeles). Norrmannen Pål Enger dömdes till sex års fängelse för stölden.
Den 22 augusti 2004 stals temperaversionen på Munchmuseet av beväpnade rånare, samtidigt med målningen Madonna. Tavlorna återfanns av norsk polis i augusti 2006. Skriet-målningen hade efter vårdslös hantering fått fukt- och slitageskador som inte helt går att reparera. Den har dock konserverats och åter ställts ut på Munchmuseet.
Den 2 maj 2012 auktionerade Petter Olsen ut sin Skriet-version på Sotheby's i New York. Det vinnande budet, som gavs via telefon av en anonym köpare, var på 107 miljoner amerikanska dollar (119,9 miljoner inklusive 12 % provision). Skriet blev därmed den dyraste målning som dittills hade sålts på en auktion. Köparen visade sig senare vara den amerikanske företagaren och miljardären Leon Black.
På Nasjonalmuseums tavla med motivet står det skrivet, med finstil text, "Kan kun være malet af en gal Mand" ("Kan endast vara målat av en galen man"). Det har spekulerats i om det var Munch själv som skrivit detta, men den allmänna uppfattningen idag är att det skrivits av en person, före 1904 då texten först upptäcktes, som var kritisk till målningen.
Ansiktsmasker i vitt och svart som påminner om målningen (Skriet-masker) finns i butiker för skämtartiklar. De baseras på figuren Ghostface i filmen Scream från 1996.
Vid Greenpeace demonstration i Stockholm i mars 2011 mot slutförvaring av radioaktivt avfall, användes en ansiktsmask i form av ett modifierat varningsmärke för radioaktivitet, som påminde om målningen Skriet.